# Actinolaimoides pooensis
Actinolaimoides pooensis är en rundmaskart. Actinolaimoides pooensis ingår i släktet Actinolaimoides och familjen Actinolaimidae. Inga underarter finns listade i Catalogue of Life.